# تاريخ اليهود واليهودية في أرض بني إسرائيل

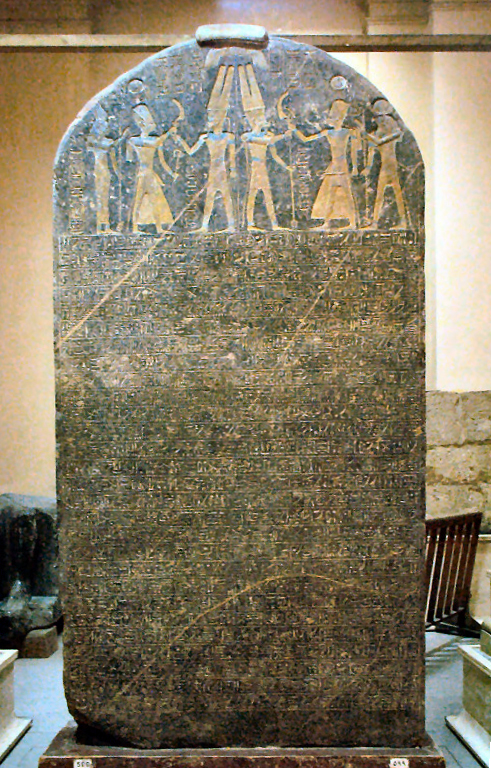

يدور تاريخ اليهود واليهودية في أرض بني إسرائيل حول تاريخ ودين الشعب اليهودي الذي نشأ في أرض إسرائيل، وحافظ على روابط مادية وثقافية ودينية معها منذ ذلك الحين. على الرغم من ظهورهم لأول مرة منذ قرون كثيرة لجنوب الكنعانيين، ويدعي الكتاب المقدس العبري أن المملكة إلاسرائيلية الموحدة/ المتحدة (اسم يطلق على مملكة بني إسرائيل)  كانت موجودة في القرن العاشر قبل الميلاد. أول ظهور لاسم «إسرائيل» في السجل التاريخي غير الكتابي هو في نصب أو لوحة ميرنيبتا المصري (نقش من قبل الفرعون المصري القديم ميرنيبتا)، نحو 1200 قبل الميلاد. خلال الفترة التوراتية، احتلت مملكتا منطقة المرتفعات (الهضبة)، مملكة إسرائيل (السامرة) في الشمال، ومملكة يهوذا في الجنوب. جرى غزو مملكة إسرائيل من قبل الإمبراطورية الآشورية الحديثة (نحو 722 قبل الميلاد)، ومملكة يهوذا من قبل الإمبراطورية البابلية الحديثة (586 قبل الميلاد). عند هزيمة الإمبراطورية البابلية الحديثة من قبل الإمبراطورية الأخمينية تحت حكم كورش الكبير (مؤسس الإمبراطورية الأخمينية) في (538 قبل الميلاد)، عادت النخبة اليهودية إلى القدس، وجرى بناء الهيكل الثاني (المعبد اليهودي المقدس).
في عام 332 قبل الميلاد، غزا اليونانيون المقدونيون تحت حكم الإسكندر الأكبر الإمبراطورية الأخمينية، والتي شملت يهود (يهوذا) بداية صراع ديني طويل قسّم السكان اليهود إلى مكونات أو عناصر تقليدية وهلنسية (كان شكلاً من أشكال اليهودية في العصور القديمة الكلاسيكية يجمع بين التقاليد الدينية اليهودية وعناصر الثقافة اليونانية).
في عام 165 قبل الميلاد، بعد ثورة المكابيين التي حرّكها الدين، تأسست مملكة الحشمونيين المستقلة. في 64 قبل الميلاد، غزا الرومان يهوذا، وحولوها إلى مقاطعة رومانية. على الرغم من أنها كانت تحت سيطرة مختلف الإمبراطوريات وموطن مجموعة متنوعة من الأعراق، كانت منطقة إسرائيل القديمة يهودية في الغالب حتى الحروب اليهودية الرومانية 66-136 م، حيث طرد الرومان معظم اليهود من المنطقة واستبدلوا اسمها بـ المقاطعة الرومانية الناتجة عن اندماج سوريا الرومانية ويهودا الرومانية، والتي كانت بداية الشتات اليهودي. بعد هذا الوقت، أصبح اليهود أقلية في معظم المناطق، باستثناء الجليل، وأصبحت المنطقة مسيحية بشكل متزايد بعد القرن الثالث، على الرغم من أن النسب المئوية للمسيحيين واليهود غير معروفة، ربما سيطرت الأولى على المناطق الحضرية، وبقيت الأخيرة في المناطق الريفية. انخفضت المستوطنات اليهودية من أكثر من 160 إلى 50 في وقت الفتح الإسلامي. يقول مايكل آفي- يونا إن اليهود شكلوا 10-15٪ من سكان فلسطين في وقت الغزو الساساني للقدس عام 614، بينما قال موشيه جيل إن اليهود شكلوا غالبية السكان حتى الغزو الإسلامي في القرن السابع (638 م).
في عام 1099، غزا الصليبيون القدس والمناطق الساحلية المجاورة، وحدث خسارتها واستعادتها لما يقارب 200 عام حتى الإطاحة النهائية من عكّا عام 1291. في عام 1517 احتلتها الدولة العثمانية، وحكمتها حتى احتلها البريطانيون عام 1917، وحكموها تحت الانتداب البريطاني لفلسطين حتى عام 1948، عندما أُعلنت دولة إسرائيل اليهودية، والتي أصبحت ممكنة بفضل الحركة الصهيونية وتعزيزها للهجرة اليهودية الجماعية.

## تعليل للفظ
نشأ مصطلح «اليهود» من الكلمة العبرية التوراتية يهودية، وفي معناه الأصلي يشير إلى سبط يهوذا أو أهل مملكة يهوذا. اشتق اسم السبط والمملكة من يهوذا الابن الرابع ليعقوب. في الأصل، يشير المصطلح العبري يهودي فقط إلى أعضاء سبط يهوذا. في وقت لاحق، بعد تدمير مملكة إسرائيل (السامرة)، جرى تطبيق مصطلح «يهودي» على أي شخص من مملكة يهوذا، بما في ذلك أسباط يهوذا وبنيامين ولاوي، وكذلك مستوطنات متفرقة من قبائل أخرى.
كانت أرض إسرائيل، التي يعتبرها اليهود أرض الميعاد، المكان الذي تشكلت فيه الهوية اليهودية، على الرغم من أن هذه الهوية تشكلت بشكل تدريجي لتصل إلى معظم شكلها الحالي في فترة النفي وما بعدها. بحلول الفترة الهلنستية (بعد 332 قبل الميلاد) أصبح اليهود مجتمعًا منفصلاً بوعيٍ ذاتي ومقره في القدس.

## العصور القديمة

### الإسرائيليون الأوائل
كان الإسرائيليون كونفدرالية من القبائل الناطقة باللغة السامية في العصر الحديدي في الشرق الأدنى القديم، والتي سكنت جزءًا من كنعان خلال الفترات القبلية والملكية، ووفقًا للرواية الدينية للكتاب المقدس العبري، يعود أصل الإسرائيليين إلى البطاركة والآباء من الكتاب المقدس وهم إبراهيم وزوجته سارة، من خلال ابنهما إسحاق وزوجته ريبيكا وابنهما يعقوب الذي سمي لاحقًا بإسرائيل، ومن هنا اشتقوا الأسماء، بالإضافة إلى زوجاته ليا وراحيل وخادميها زيلبا وبلهة.
تجاهل علم الآثار الحديث إلى حد كبير تاريخ السرد الديني، مع إعادة صياغته على أنه يشكل رواية أسطورية وطنية ملهمة. لم يتغلب الإسرائيليون وثقافتهم، وفقًا للحساب الأثري الحديث، على المنطقة بالقوة، بل تفرّعوا بدلاً من ذلك من الشعوب الكنعانية الأصلية التي سكنت منذ فترة طويلة جنوب بلاد الشام، وسوريا، وإسرائيل القديمة، ومنطقة شرق الأردن من خلال تطوير دين أحادي متميز -جرى ترسيخه لاحقًا على أنه توحيد- دين تركز على يهوه، أحد الآلهة الكنعانية القديمة. نتج عن تطوّر العقيدة التي تتمحور حول يهوه، إلى جانب عدد من الممارسات الطائفية، بشكل تدريجي مجموعة عرقية إسرائيلية مميزة، تميزهم عن غيرهم من الكنعانيين.
ظهر اسم إسرائيل لأول مرة في لوحة الفرعون المصري ميرنيبتا ج. 1209 قبل الميلاد، "إسرائيل مهدرة ولكن نسلها ليس كذلك". كانت "إسرائيل" هذه كيانًا ثقافيًا وربما سياسيًا في المرتفعات الوسطى، وقد تأسست بشكل جيد بحيث ينظر إليها المصريون على أنها تحدٍّ أو خطر محتمل لهيمنتهم، ولكن كمجموعة عرقية بدلاً من دولة منظمة. ربما كان من أسلاف بني إسرائيل الساميون الذين احتلوا كنعان وشعوب البحر. وفقًا لعلماء الآثار الحديثين، في وقت ما خلال العصر الحديدي الأول، بدأ السكان في تعريف أنفسهم على أنهم "إسرائيليون''، يميزون أنفسهم عن الكنعانيين من خلال علامات مثل حظر التزاوج، والتركيز على تاريخ العائلة وعلم الأنساب، والدين.
كان عدد سكان القرى يصل إلى 300 أو 400، عاشوا من خلال الزراعة والرعي، وكانوا مكتفين ذاتياً إلى حد كبير؛ وكان التبادل الاقتصادي سائدًا، وكانت الكتابة معروفة ومتاحة للتسجيل، حتى في المواقع الصغيرة. تشير الأدلة الأثرية إلى مجتمع من القرية الشبيهة بالمراكز، ولكن بموارد محدودة وعدد قليل من السكان.

### إسرائيل ويهوذا
يشير السجل الأثري إلى أن مملكتي إسرائيل ويهودا ظهرتا في العصر الحديدي المبكر (العصر الحديدي الأول -العصر الحديدي هو الحقبة الأخيرة من الانقسام الثلاثي بين عصور ما قبل التاريخ والبشرية- 1200-1000 قبل الميلاد) من ثقافة الدولة المدينة الكنعانية في العصر البرونزي المتأخر، في نفس الوقت وفي نفس الظروف مثل الدول المجاورة إدوم، موآب، آرام، ودول المدن الفلسطينية والفينيقية، اكتُشف أقدم نص عبري عُثر عليه في المستوطنة الإسرائيلية القديمة، قلعة إله، التي يعود تاريخها إلى ما بين 1050 و970 قبل الميلاد.
يذكر الكتاب المقدس أن داوود أسس سلالة وأن ابنه سليمان بنى معبدًا.
عُثر على إشارات محتملة إلى بيت داوود في موقعين، وهما نقش تل القاضي (لوحة مجزأة تحتوي على عدة خطوط من الآرامية، ترتبط ارتباطًا وثيقًا بالعبرية وتاريخياً بلغة مشتركة بين اليهود)، ونقش ميشع (والمعروف أيضًا باسم حجر ميشع، هو حجر (حجر منقوش) أنشئ نحو 840 قبل الميلاد من قبل ملك المملكة المؤابية (مملكة تقع في الأردن الحديث). كشفت الحفريات التي قام بها يغئال يادين في حاصور (تل القدح) ومجيدو وبيت شيعان (بيسان) وجازر أو (تل جازر) عن الهياكل التي جادل هو وآخرون بعودتها إلى عهد سليمان، لكن آخرين، مثل إسرائيل فينكلستاين (عالم الآثار الإسرائيلي، أستاذ فخري في جامعة تل أبيب) ونيل آشير سيلبرمان (الذين يوافقون أو يتفقون على أن سليمان كان ملكًا تاريخيًا)، يجادلون بأنها تعود إلى العصر العمري (العمريون أو بيت العمري، سلالة حاكمة لمملكة إسرائيل (السامرة) أسسها الملك عمري)، أكثر من قرن بعد سليمان.
في نحو عام 930 قبل الميلاد، تم تقسيم اليهودية إلى مملكة يهودا الجنوبية ومملكة إسرائيل الشمالية. بحلول منتصف القرن التاسع قبل الميلاد، من الممكن أن تحالفًا بين أخاب إسرائيل وبن حداد الثاني من دمشق نجح في صد غارات الملك الآشوري شلمنصر الثالث، بانتصار في معركة قرقور (854 قبل الميلاد). يروي أو يحكي نصب تل دان عن وفاة ملك إسرائيل، ربما يهورام، على يد ملك أرامي (نحو عام 841).
منذ منتصف القرن الثامن قبل الميلاد دخلت إسرائيل في صراع متزايد مع الإمبراطورية الآشورية الجديدة الآخذة في التوسع. تحت حكم تغلث فلاسر الثالث، قسمت أراضي إسرائيل أولاً إلى عدة وحدات أصغر ثم دمرت عاصمتها السامرة (722 قبل الميلاد). تتحدث كل من المصادر التوراتية والآشورية عن ترحيل جماعي لشعب إسرائيل واستبداله بعدد كبير من المستوطنين القسريين من أجزاء أخرى من الإمبراطورية -كانت مثل هذه التبادلات السكانية جزءًا ثابتًا من السياسة الإمبراطورية الآشورية، وسيلة لكسر هيكل السلطة القديم- ولم تعد إسرائيل السابقة مرة أخرى كيانًا سياسيًا مستقلاً. أثار هذا الترحيل فكرة القبائل المفقودة لإسرائيل. يدعي الشعب السامري أنه ينحدر من الناجين من الفتح الآشوري.
يثبت الختم المسترد لآحازَ، ملك يهوذا (حوالي 732-716 قبل الميلاد) أنه ملك يهوذا، وقد حاول الملك الآشوري سنحاريب، وفشل في قهر يهوذا. تقول السجلات الآشورية إنه سوّى أو هدم  46 مدينة مسورة وحاصر القدس، وغادر بعد تلقي الجزية أو الثناء. خلال فترة حكم حزقيا (716-687 قبل الميلاد)، تنعكس الزيادة الملحوظة في قوة دولة يهوذا من خلال المواقع الأثرية والنتائج مثل الجدار العريض ونفق سلوام في القدس.
ازدهرت يهوذا في القرن السابع قبل الميلاد، ربما في ترتيب تعاوني مع الآشوريين لتأسيس يهوذا كآشورية (على الرغم من التمرد الكارثي ضد الملك الآشوري سنحاريب). ومع ذلك، في النصف الأخير من القرن السابع، انهارت آشور فجأة، وأدت المنافسة التي تلت ذلك بين الإمبراطوريتين المصرية والبابولية للسيطرة على فلسطين إلى تدمير يهوذا في سلسلة من الحملات بين 597 و582.